# علوي حافظ
“علوي حافظ ياقوت" من مواليد 2 فبراير 1930 
كان من أوائل المنضمين إلى سلاح الطيران الملكي المصري، وقد ضمه جمال عبد الناصر إلى تنظيم الضباط الأحرار وكان أصغر الأعضاء سناً وعرف عنه اندفاعه وتهوره ففي أثناء أزمة مارس ١٩٥٤ بينما كان عبد الناصر يرى أن محمد نجيب صاحب شعبية في الشارع ومن الصعب مواجهته عرض علوي حافظ أن يحشد معسكر فدائيين الدرب الأحمر ومحاصرة مقر إقامة نجيب لي إجباره على التنحي وبي الفعل تم إلقاء خطبة حماسية أمام الناس في منطقة الدرب الأحمر وكان ملخصها أن نجيب يتأمر على الثورة ويتحالف مع أحزاب الملك وخرج الأهالي حاملين الأسلحة البيضاء يقودهم علوي حافظ ومقاتلين معسكر فدائيين الدرب وتم حصار قصر عابدين وكاد أن يشتبك الفدائيين مع الحرس الجمهوري وخاف محمد نجيب أن اقتحموا عليه أسوار عابدين فقرر الاتصال بعبد الناصر وأخبره بموافقته على مطالبه بشرط أن «يخلصه من علوي» وبذلك وضع عبد الناصر على سدة القيادة بعد أن أجبر محمد نجيب على التنحي.
- وكان علوي حافظ بصفته من أبناء الدرب الأحمر وسليل إحدى أعرق عائلاتها عائلة «ياقوت» فقد شَكل «معسكر فدأيين الدرب الاحمر» الذي كان يمرن أبناء المنطقة على استخدام السلاح ويوزعه عليهم وقد أحال هذا المعسكر حياة الإنجليز إلى جحيم في منطقة القنال والجدير بالذكر أن علوي حافظ كان قد مرّن مشاهير من أبناء الحي أمثال عادل إمام وسعيد صالح على استعمال السلاح حيث لم تتجاوز أعمارهم حينذاك الخامسة عشر عامً.
```
-بعد الثورة واستتاب الامر لي الضباط الاحرار ترك ترك الجيش مبكرآ وهوا برتبة نقيب واتجه للسياسة حيث رشح نفسه لي أول انتخابات بعد الثورة عن دائرة الدرب الاحمر وفاز فيها بي اكتساح.
```

-ميوله الواضحة كا نائب في مجلس الشعب ضد الشيوعية دعت المخابرات الأمريكية للتواصل معه في لقائات سرية لتبادل الرسائل بين عبد الناصر وأمريكا في منتصف فترة الستينات وقد انهي عبد الناصر دوره عندما عرض عليه الرئيس الاميركي «ليندون جونسون» «رئاسة مصر» وان يكون بديلآ لعبد الناصر وعندما سأله علوي عن كيفية تحقيق ذلك اجابه جونسون «عن طريق الاغتيال المعنوي أو انقلاب عسكري أو تدبير احتجاجات شعبية» ولكن علوي اورد ذلك العرض في تقريره بعد عودته لي عبد الناصر حيث كان شديد الولاء له.
- من انجازاته النيابية قضائه علي علي تجارة المخدرات في الجمالية والباطنية في عهده وعلاجه للمدمنين من أبناء حيه وترميمه لي جامع السيدة نفيسة ويعتبر من أشهر نواب مجلس الشعب علي مدي تاريخه لكونه معارض شرس ومن أشهر استجواباته استجواب «عصابة الاربعة» الذي فضح صفقات السلاح المشبوهة بين «مبارك وحسين سالم ومنير ثابت وأبو غزالة» حيث تعمدت الحكومة مناقشة الاستجواب يوم مباراة لي مصر مع منتخب أفريقي، كتب علوي حافظ مذكرات تحوي الكثير من الاسرار وخفايا الامور وهي «مهمتي السرية بين عبد الناصر وأمريكا» و «الفساد» و «المنصة» 
وقد اثار الجدل فيها بوصفه لقتلة السادات بي «الابطال» حيث انه اتهم السادات صراحة بي الضروع في اغتيال المشير «احمد بدوي»
، وتوفي عام 1993في جنازة مهيبة في حي الدرب الاحمر حيث افنا حياته في خدمة أهل الدرب فأحبهم واحبوه وخير الوداع ودعوه

## أشهر استجواب
تعرض علوي حافظ في هذا الاستجواب إلي الفساد الذي بدأ ينخر في عظام النظام، والتي كان يستدل عليها صاحب الاستجواب بعدة ظواهر موثقة، من بينها عمليات الفساد في صفقات السلاح الأمريكي إلي مصر.
كشف علوي حافظ في استجوابه- لأول مرة- عن تربح «عصابة الأربعة» كما أطلق عليهم من عمليات نقل شحنات السلاح الأمريكي لمصر، وخاصة حسين سالم، الذي قال عنه 
إنه كان متورطاً في قضية تنظرها محكمة فيرجيينا بالولايات المتحدة الأمريكية وتحمل رقم 147 لسنة 83 والمتهم فيها حسين سالم ملياردير مصري بالاشتراك مع اثنين من عملاء المخابرات الأمريكية CIA بالإضافة إلى رئيس وزراء مصري سابق، بسبب قيامهم بتقديم فواتير شحن مزورة لوزارة الدفاع بالولايات المتحدة باعتباره رئيسا لشركة وهمية تسمى (أتسكو) يشاركه فيها بعض كبار المسئولين في مصر، ومعهم عناصر مشبوهة من عملاء المخابرات الأمريكية، وأن حسين سالم و«عصابة الأربعة» تربحوا 73 مليون دولار من أموال المعونة الأمريكية دون وجه حق.
وأشار الاستجواب أن سالم اعترف امام المحكمة الأمريكية حتى يتم إعفاؤه من العقوبة مقابل رد جزء من المبالغ وفقاً للقانون الأمريكى، فاعترف بتقديم فواتير شحن مزيفة لوزارة الدفاع الأمريكية، وقام بدفع مبلغ 3 ملايين و20 ألف دولار قيمة الزيادة التي تقاضاها دون وجه حق في 8 شحنات من 34 شحنة سلاح قام بها باعتباره رئيساً لشركة وهمية تسمى «أتسكو» يشاركه فيها بعض كبار المسئولين في مصر.
في إطار ذلك أرسلت محكمة فرجينيا مظروفاً أصفر وضعت فيه أسماء الكبار والمتربحين من هذه الصفقات غير المشروعة إلى وزارة العدل المصرية. ولكن القضية اختفت ووضعت في أدراج المسئولين حماية لكبار اللصوص في مصر، كما قال علوي حافظ، وترتب علي تلك القضية أن حسين سالم مُنع من دخول الولايات المتحدة إلي الأبد.
وقد ألقت السلطات الأمريكية القبض علي عملاء المخابرات الأمريكية المتورطين في شراكة هذه الصفقات المشبوهة مع شركة «الفور وينجز» وهم: «توماس كلاينز» و«تيودور شاكلن» و«فورماريوت»، و«ريتشارد سكوارد»، وقد أقام اثنان من هؤلاء دعوى قضائية على الحكومة المصرية للحصول على حقهم في الشركة مما أوقع وزارة الخارجية في حرج نظراً لعدم وجود رقابة على الإنفاق العسكري الضخم في مصر.
وتعرض علوي حافظ للمفاوض المصري في تلك القضية، الذي أشار إلي أنه رئيس وزراء مصري سابق «يقصد كمال حسن علي»، الذي قال إنه أصر على أن تقدم المساعدات الأمريكية في شكل قروض رغم أن مصر كان يمكن أن تحصل عليها في شكل منح لا ترد.. وأن ذلك كان مثار دهشة من الجانب الأمريكى.. لأن المنح لن تعطيه فرصة للتلاعب والنهب، ولذلك كان المفاوض المصري أحد الثلاثة الذين ذكرت أسماءهم النيابة العسكرية الأمريكية وقدمتهم للمحكمة.. فالعمولة التي فرضتها شركة (فور ونجز) وهي (10.25%) من قيمة المنقول، رغم أن الأعراف البحرية تنص علي أن عمولة النقل تكون حسب الوزن والحجم وليس بالقيمة، أي أن الدبابة التي ثمنها مليونا دولار تنقل ب 250 ألف دولار، وبهذا يصل السلاح لمصر بسبعة أمثال ثمنه.
كان علوي حافظ يشير في استجوابه إلى أن مصادره في الحديث عن صفقات السلاح ونقله كانت من المناقشات التي جرت في الكونغرس الأمريكي ومن تفاصيل مناقشات مجلس الشيوخ الأمريكي للمنح المقدمة لمصر.
ومن الكتب الأمريكية التي صدرت عن هذه الفضيحة وتعرضت فيها لعصابات صفقات شراء ونقل السلاح من أمريكا إلى مصر كتب «المطاردة» و«القناع» وكتاب «مايس كوبلين» كبير رجال المخابرات الأمريكية، وتنشر هذه الكتب أسماء المسئولين المصريين بالاسم والوقائع وبأرقام الشيكات في بعض الأحيان.
وقال علوي حافظ إن كتاب «المطاردة» فضح بالأرقام الشركات الوهمية المصرية «أنسكو» و«الترسم» و«الفوروينجز» وأسماء شركاء من الطرفين المصريين والأمريكان، وكان حافظ يضع أمامه هذه الكتب التي كان يعتمد عليها في استجوابه للحكومة ويقرأ منها ويلوح بها، بينما كان د. رفعت المحجوب رئيس مجلس الشعب الأسبق يصر على أنه لا يجوز للنائب أن يذكر أسماء مصرية جاء ذكرها في هذه الكتب حتى لا نلوث سمعتهم دون أن نتأكد من هذا الكلام.. رغم إلحاح نواب المعارضة على ضرورة ذكرها.
وقد حصلت جريدة الأهرام على صورة من مضبطة الجلسة التي خضعت لتعتيم إعلامي مخطط بعناية إلى حد اختيار موعد انعقادها في ذات توقيت بث التليفزيون مباراة كرة القدم بين الفريق القومي ونيجيريا!، وبعدما تأجلت مناقشة الإستجواب لنحو عامين. كما خلت تغطيات الصحف في اليوم التالي لأية إشارة لحديث «حافظ» المستفيض عن الفساد في نقل السلاح.
ومن واقع أوراق المضبطة (38 صفحة)، يتضح أن وزير الدفاع وقتها الفريق «يوسف صبري أبوطالب» تغيب عن الجلسة، وأن رئيس المجلس الدكتور «رفعت المحجوب» ورئيس الوزراء الدكتور «عاطف صدقي» ورئيس الكتلة البرلمانية للحزب الوطني «كمال الشاذلي» جاهدوا جميعا لمنع الإعلان عن أسماء المتورطين. وفي النهاية، تقدم «الشاذلي» بطلب وافقت عليه الأغلبية بحذف الأسماء من المضبطة. وهكذا أصبحت المضبطة الموجودة خالية منها.
ويكشف كتاب «الفساد» الذي كتبه النائب علوي حافظ بعد ذلك أن الدكتور «المحجوب» تولي بنفسه وبقلمه العمل على المضبطة التي وصلت الينا وقام بتنقيحها وبحذف عبارات ومقاطع كاملة.
وقال حافظ إن أفراد العصابة المكونة من بعض المسئولين المصريين والأمريكان استولوا على ملايين الدولارات من خلال تكوين شركات وهمية لنقل صفقات السلاح.. وأن هذه العصابة كانت لا تملك أي مراكب أو أساطيل أو بحارة ولكنهم كانوا عبارة عن فرقة نصب.. وأن هذه العصابة كانت تأخذ المبلغ وتبحث لها عن مركبين «تعبانين» وتشحن عليهما وتقبض هي المبالغ وتمشي حالها -على حد تعبير النائب-.
وعاد النائب علوي حافظ ليؤكد أن هذه الشركات الوهمية لنقل السلاح الأمريكي مجرد مكاتب سمسرة يملكها الكبار من المصريين وأن الحكومة عينتها وكيلا ممثلا عنها لتنفيذ كل عمليات النقل برئاسة صاحب قرية فيكتوريا في شرم الشيخ، الذي مارس هو وعصابته «عمليات سلب ونهب أموال شعب مصر» كما جاء في المحاكمة التي تمت في أمريكا بمحكمة فرجينيا.
وأشار علوي حافظ إلى أن رئيس مجلس النواب الأمريكي السابق «جيم رايت» وعضو الكونغرس الأمريكي «لستروولف» ورجل الأعمال الأمريكي «وليم فوريليتو» أرسلوا له خطابا يقولون فيه إنه بعد إثارة الاستجواب في مصر، فإنه إذا تم تكليف هيئة تحقيق برلمانية للتحقيق في هذه القضية، فإنهم مستعدون للحضور إلى مصر ليشهدوا أمام لجنة التحقيق البرلمانية.
وفي أحد البرامج التليفزيونية الذي عرض على محطة A.B.C الأمريكية على شاشة التليفزيون الأمريكي كشف المذيع الشهير ««جاك أندرسون»» هذه القضية، وقال إنه في عام 1979 خصصت الولايات المتحدة الأمريكية مليارًا و500ألف دولار قرضا لمصر لشراء مواد وخدمات دفاعية، مع إمكانية استخدام أموال هذا القرض لسداد تكاليف نقل هذه المعدات بشرط أن تحدد مصر بنفسها المسئول عن الشحن الذي عليه أن يقدم بوالص الشحن معتمدة من وزارة الدفاع المصرية إلى هيئة معونة الأمن القومي الأمريكي.
وفعلا قدمت مصر خطابا بإمضاء وزير الدفاع المصري «أبو غزالة»، ينص علي تعيين شركة «ترسا» التي غيرت اسمها إلى «أتسكو» ثم غيرت اسمها أخيرًا إلى ال«فور وينجز- الأجنحة الأربعة»، وأشار علوي حافظ إلى أن الخطاب عنده، وأن هذه الشركة مازالت تمارس نشاطها حتي الآن.
وربط النائب بين هذه القضية وبين حادثة اغتيال المشير أحمد بدوي وزير الدفاع الأسبق، الذي قال عنه إنه حاول الوقوف أمام هذا التيار، ولكن لقى مصرعه قبل أن ينفذ سياسته ومعه 14 من أكفأ ضباط القوات المسلحة في ظروف غامضة، وأن كل المؤشرات تشير إلى أن هذه الصفقات وتلك الشركات كانت وراء هذا الحادث، وقال بالحرف الواحد: إنه يشك أن عصابة ال «فور وينجز» كانت وراء هذا الاغتيال، وطالب الحكومة بإعادة النظر في قضية مصرع المشير وضباط القوات المسلحة.
وتسجل مضبطة استجواب "علوي حافظ في مجلس الشعب 5 مارس 1990 في الصفحة 16 قول المستجوب بالنص "أنا أكرر وأصر على الربط بين صفقات الأسلحة المريبة وبين مصرع صديقي ودفعتي ـ المقصود 1948 كلية حربية ـ وأخي وزميلي في السلاح أحمد بدوي وأرجو من الحكومة المصرية أن تعيد التحقيق في مقتل أحمد بدوي وزملائه 14 لواء".
واللافت أن رد رئيس مجلس الوزراء «عاطف صدقى» على الاستجواب لم يتطرق مطلقا إلى مازعمه علوي حافظ بشأن حادث الفريق بدوى، كما لم تنشر الصحف المصرية حينها أي أقوال للنائب حول هذه الواقعة أو محاولة لتكذيبها.
انتهت الجلسة التي استمرت 220 دقيقة من دون الاستجابة إلى طلبات المستجوب بتشكيل لجنة تقصي حقائق والكشف عن أسماء سلمتها وزراة العدل الأمريكية في مظروف أصفر مغلق لنظيرتها في مصر. إلا ان أوراق المضبطة تتضمن أرقاما وتواريخا لوثائق في الكونغرس الأمريكي وهي (التقرير رقم 144 للمناقشات بشأن دعم مصر في 25 إبريل 1979. وقرارات الكونغرس في المسألة ذاتها برقم 86 في 15 مايو 1979). وهناك أيضا إشارة في المضبطة إلى تحقيقات للنيابة في مصر بين عامي 1982 و1985 انتهت إلى الحفظ في سرية تامة.
إلا أن علوي قبل وفاته ترك كتاباً بعنوان «الفساد» كتب فيه كل ما يتعلق بتجارة السلاح في مصر وأسماء المتربحين منها، وهي الجريمة التي أرخ لها كتاب «الحجاب» للكاتب «بوب ودوورد» الذي كان قد فجر فضيحة «ووتر جيت» سابقا، الذي أكد أن هذه الشركة تعتبر المورد الرئيسي لتجارة السلاح في مصر وانها تضم أربعة مؤسسين هم منير ثابت شقيق سوزان مبارك وعبد الحليم أبو غزالة وحسين سالم، وحسني مبارك